# Calliophis nigrescens
Calliophis nigrescens är en ormart som beskrevs av Günther 1862. Calliophis nigrescens ingår i släktet Calliophis och familjen giftsnokar. Inga underarter finns listade.
Arten förekommer i västra och sydvästra Indien. Honor lägger ägg.